# Bahnstrecke Göteborg–Skara
| Bahnhof Skara |                             |                                                                  |                                                                  |
| Streckenlänge: | 130 km                      |                                                                  |                                                                  |
| Spurweite: | 891 mm (schwed. 3-Fuß-Spur) |                                                                  |                                                                  |
| Minimaler Radius: | 200 m                       |                                                                  |                                                                  |
| Streckengeschwindigkeit: | 45 km/h                     |                                                                  |                                                                  |
| |                             |                                                                  |                                                                  |
| \| \| \| Bahnstrecke Skara–Hönsäters hamn von Hönsäters hamn \| \| \| \| \| Bahnstrecke Skara–Timmersdala (STJ) von Timmersdala (ab 1912) \| \| \| \| \| Bahnstrecke Lidköping–Stenstorp (LSSJ) von Stenstorp (bis 1912) \| \| \| \| \| Bahnstrecke Lidköping–Stenstorp (LSSJ) von Lidköping (ab 1912) \| \| \| \| \| von Göteborg (bis 1912) \| \| \| \| 129,315 \| Skara 1874 \| 113 m ö.h. \| \| \| \| Bahnstrecke Skara–Timmersdala (STJ) nach Timmersdala (bis 1912) \| \| \| \| \| Bahnstrecke Lidköping–Stenstorp (LSSJ) nach Stenstorp (ab 1912) \| \| \| \| \| Bahnstrecke Lidköping–Stenstorp (LSSJ) nach Lidköping (bis 1912) \| \| \| \| \| nach Göteborg (ab 1912) \| \| \| \| 126,143 \| Simmabo \| Simmabo \| \| \| 122,974 \| Ardala \| Ardala \| \| \| 119,830 \| Kålltorp \| Kålltorp \| \| \| 119,300 \| Flian \| Flian \| \| \| 116,753 \| Budatorp \| Budatorp \| \| \| 114,502 \| Öttum \| Öttum \| \| \| 112,258 \| Kvänums tegelbruk \| Kvänums tegelbruk \| \| \| \| Bahnstrecke Lidköping–Kvänum von Lidköping (geplant) \| \| \| \| 111,386 \| Kvänum \| Kvänum \| \| \| 105,557 \| Stora Hov \| Stora Hov \| \| \| 103,177 \| Tråvad \| Tråvad \| \| \| 102,700 \| Lidan \| Lidan \| \| \| 98,32 \| Emtunga \| Emtunga \| \| \| \| Bahnstrecke Uddevalla–Herrljunga (UWHJ) von Herrljunga \| \| \| \| 95,171 \| Vara \| Vara \| \| \| \| Bahnstrecke Uddevalla–Herrljunga (UWHJ) nach Håkantorp \| \| \| \| 89,180 \| Kedum \| Kedum \| \| \| \| Bahnstrecke Tumleberg–Håkantorp (VGJ) von Håkantorp \| \| \| \| 85,895 \| Tumleberg (Pedersbacke) \| Tumleberg (Pedersbacke) \| \| \| 81,703 \| Essunga \| Essunga \| \| \| 77,903 \| Nossebro \| Nossebro \| \| \| \| Bahnstrecke Trollhättan–Nossebro (TNJ) nach Trollhättan \| \| \| \| 75,960 \| Glossbo \| Glossbo \| \| \| 72,440 \| Gendalen (1900–1961) \| Gendalen (1900–1961) \| \| \| 69,630 \| Borg \| Borg \| \| \| 67,982 \| Stora Mellby \| Stora Mellby \| \| \| 64,330 \| Sollebrunn \| Sollebrunn \| \| \| 62,400 \| Karlskulle grusgrop (400 m) \| Karlskulle grusgrop (400 m) \| \| \| 60,088 \| Gräfsnäs \| Gräfsnäs \| \| \| 59,022 \| Gräfsnäs Slottspark \| Gräfsnäs Slottspark \| \| \| 56,452 \| Kvarnabo \| Kvarnabo \| \| \| 52,556 \| Arelid \| Arelid \| \| \| 48,367 \| Anten \| Anten \| \| \| 47,500 \| Brobackatunneln 196 m \| Brobackatunneln 196 m \| \| \| 44,687 \| Mjörnsjö \| Mjörnsjö \| \| \| 38,025 \| Sjövik \| Sjövik \| \| \| 35,309 \| Buaholm \| Buaholm \| \| \| \| Tunnel 139 m \| \| \| \| 34,043 \| Granåsen \| Granåsen \| \| \| 32,319 \| Björboholm \| Björboholm \| \| \| 30,597 \| Mjörn \| Mjörn \| \| \| 29,219 \| Hjällsnäs \| Hjällsnäs \| \| \| 27,290 \| Gråbo \| Gråbo \| \| \| 23,827 \| Stannum \| Stannum \| \| \| 21,686 \| Ytterstad \| Ytterstad \| \| \| 19,644 \| Stenared \| Stenared \| \| \| 18,560 \| Olofstorp \| Olofstorp \| \| \| 16,810 \| Björsared \| Björsared \| \| \| 14,505 \| Gunnilse tegelbruk \| Gunnilse tegelbruk \| \| \| 12,867 \| Gunnilse \| Gunnilse \| \| \| 8,520 \| Hjällbo \| Hjällbo \| \| \| 5,770 \| Lärje \| Lärje \| \| \| \| Bahnstrecke Göteborg–Kil nach Kil \| \| \| \| \| Lärje rangeringsstation \| \| \| \| \| Göteborg-Marieholm \| \| \| \| \| Gamlestadstorget \| \| \| \| \| VGJ rangerbg. \| \| \| \| \| Slakthusgatan \| \| \| \| \| VGJ omlastningsbg. \| \| \| \| \| \| \| \| \| \| Olskroken \| \| \| \| 0,000 \| Göteborg Västgöta (ab 1932)[1] \| Göteborg Västgöta (ab 1932)[1] \| \| \| \| Bergslagsbanan nach Göteborg BJ \| \| \| \| \| Göteborgs centralstation \| \| \| \| \| Göteborg Lilla Bommen (bis 1932) \| \| \| \| \| Hafenbahn Göteborg \| \| \| \| \| \| \| \| Quellen: [2][3][4] \| \| \| \| |                             |                                                                  |                                                                  |
| Strecke |                             | Bahnstrecke Skara–Hönsäters hamn von Hönsäters hamn              | Bahnstrecke Skara–Hönsäters hamn von Hönsäters hamn              |
| Abzweig geradeaus und ehemals von links |                             | Bahnstrecke Skara–Timmersdala (STJ) von Timmersdala (ab 1912)    | Bahnstrecke Skara–Timmersdala (STJ) von Timmersdala (ab 1912)    |
| Abzweig geradeaus und ehemals von links |                             | Bahnstrecke Lidköping–Stenstorp (LSSJ) von Stenstorp (bis 1912)  | Bahnstrecke Lidköping–Stenstorp (LSSJ) von Stenstorp (bis 1912)  |
| Abzweig geradeaus und ehemals von rechts |                             | Bahnstrecke Lidköping–Stenstorp (LSSJ) von Lidköping (ab 1912)   | Bahnstrecke Lidköping–Stenstorp (LSSJ) von Lidköping (ab 1912)   |
| Strecke von links (außer Betrieb) · Abzweig geradeaus und ehemals von rechts |                             | von Göteborg (bis 1912)                                          | von Göteborg (bis 1912)                                          |
| Strecke (außer Betrieb) · Kopfbahnhof Strecke ab hier außer Betrieb | 129,315                     | Skara 1874                                                       | 113 m ö.h.                                                       |
| Strecke (außer Betrieb) · Abzweig geradeaus und nach links (Strecke außer Betrieb) |                             | Bahnstrecke Skara–Timmersdala (STJ) nach Timmersdala (bis 1912)  | Bahnstrecke Skara–Timmersdala (STJ) nach Timmersdala (bis 1912)  |
| Strecke (außer Betrieb) · Abzweig geradeaus und nach links (Strecke außer Betrieb) |                             | Bahnstrecke Lidköping–Stenstorp (LSSJ) nach Stenstorp (ab 1912)  | Bahnstrecke Lidköping–Stenstorp (LSSJ) nach Stenstorp (ab 1912)  |
| Strecke (außer Betrieb) · Abzweig geradeaus und nach rechts (Strecke außer Betrieb) |                             | Bahnstrecke Lidköping–Stenstorp (LSSJ) nach Lidköping (bis 1912) | Bahnstrecke Lidköping–Stenstorp (LSSJ) nach Lidköping (bis 1912) |
| Strecke nach links (außer Betrieb) · Abzweig geradeaus und von rechts (Strecke außer Betrieb) |                             | nach Göteborg (ab 1912)                                          | nach Göteborg (ab 1912)                                          |
| Haltepunkt / Haltestelle (Strecke außer Betrieb) | 126,143                     | Simmabo                                                          | Simmabo                                                          |
| Haltepunkt / Haltestelle (Strecke außer Betrieb) | 122,974                     | Ardala                                                           | Ardala                                                           |
| Bahnhof (Strecke außer Betrieb) | 119,830                     | Kålltorp                                                         | Kålltorp                                                         |
| Brücke über Wasserlauf (Strecke außer Betrieb) | 119,300                     | Flian                                                            | Flian                                                            |
| Haltepunkt / Haltestelle (Strecke außer Betrieb) | 116,753                     | Budatorp                                                         | Budatorp                                                         |
| Bahnhof (Strecke außer Betrieb) | 114,502                     | Öttum                                                            | Öttum                                                            |
| Bahnhof (Strecke außer Betrieb) | 112,258                     | Kvänums tegelbruk                                                | Kvänums tegelbruk                                                |
| Abzweig geradeaus und von rechts (Strecke außer Betrieb) |                             | Bahnstrecke Lidköping–Kvänum von Lidköping (geplant)             | Bahnstrecke Lidköping–Kvänum von Lidköping (geplant)             |
| Bahnhof (Strecke außer Betrieb) | 111,386                     | Kvänum                                                           | Kvänum                                                           |
| Bahnhof (Strecke außer Betrieb) | 105,557                     | Stora Hov                                                        | Stora Hov                                                        |
| Bahnhof (Strecke außer Betrieb) | 103,177                     | Tråvad                                                           | Tråvad                                                           |
| Brücke über Wasserlauf (Strecke außer Betrieb) | 102,700                     | Lidan                                                            | Lidan                                                            |
| Haltepunkt / Haltestelle (Strecke außer Betrieb) | 98,32                       | Emtunga                                                          | Emtunga                                                          |
| Abzweig ehemals geradeaus und von links |                             | Bahnstrecke Uddevalla–Herrljunga (UWHJ) von Herrljunga           | Bahnstrecke Uddevalla–Herrljunga (UWHJ) von Herrljunga           |
| Bahnhof | 95,171                      | Vara                                                             | Vara                                                             |
| Abzweig ehemals geradeaus und nach rechts |                             | Bahnstrecke Uddevalla–Herrljunga (UWHJ) nach Håkantorp           | Bahnstrecke Uddevalla–Herrljunga (UWHJ) nach Håkantorp           |
| Haltepunkt / Haltestelle (Strecke außer Betrieb) | 89,180                      | Kedum                                                            | Kedum                                                            |
| Abzweig geradeaus und von rechts (Strecke außer Betrieb) |                             | Bahnstrecke Tumleberg–Håkantorp (VGJ) von Håkantorp              | Bahnstrecke Tumleberg–Håkantorp (VGJ) von Håkantorp              |
| Bahnhof (Strecke außer Betrieb) | 85,895                      | Tumleberg (Pedersbacke)                                          | Tumleberg (Pedersbacke)                                          |
| Bahnhof (Strecke außer Betrieb) | 81,703                      | Essunga                                                          | Essunga                                                          |
| Bahnhof (Strecke außer Betrieb) | 77,903                      | Nossebro                                                         | Nossebro                                                         |
| Abzweig geradeaus und nach rechts (Strecke außer Betrieb) |                             | Bahnstrecke Trollhättan–Nossebro (TNJ) nach Trollhättan          | Bahnstrecke Trollhättan–Nossebro (TNJ) nach Trollhättan          |
| Haltepunkt / Haltestelle (Strecke außer Betrieb) | 75,960                      | Glossbo                                                          | Glossbo                                                          |
| Bahnhof (Strecke außer Betrieb) | 72,440                      | Gendalen (1900–1961)                                             | Gendalen (1900–1961)                                             |
| Haltepunkt / Haltestelle (Strecke außer Betrieb) | 69,630                      | Borg                                                             | Borg                                                             |
| Bahnhof (Strecke außer Betrieb) | 67,982                      | Stora Mellby                                                     | Stora Mellby                                                     |
| Bahnhof (Strecke außer Betrieb) | 64,330                      | Sollebrunn                                                       | Sollebrunn                                                       |
| Abzweig geradeaus und nach links (Strecke außer Betrieb) | 62,400                      | Karlskulle grusgrop (400 m)                                      | Karlskulle grusgrop (400 m)                                      |
| Bahnhof (Strecke außer Betrieb) | 60,088                      | Gräfsnäs                                                         | Gräfsnäs                                                         |
| Kopfbahnhof Strecke bis hier außer Betrieb | 59,022                      | Gräfsnäs Slottspark                                              | Gräfsnäs Slottspark                                              |
| Haltepunkt / Haltestelle | 56,452                      | Kvarnabo                                                         | Kvarnabo                                                         |
| ehemaliger Haltepunkt / Haltestelle | 52,556                      | Arelid                                                           | Arelid                                                           |
| Kopfbahnhof Strecke ab hier außer Betrieb | 48,367                      | Anten                                                            | Anten                                                            |
| Tunnel (Strecke außer Betrieb) | 47,500                      | Brobackatunneln 196 m                                            | Brobackatunneln 196 m                                            |
| Bahnhof (Strecke außer Betrieb) | 44,687                      | Mjörnsjö                                                         | Mjörnsjö                                                         |
| Bahnhof (Strecke außer Betrieb) | 38,025                      | Sjövik                                                           | Sjövik                                                           |
| Haltepunkt / Haltestelle (Strecke außer Betrieb) | 35,309                      | Buaholm                                                          | Buaholm                                                          |
| Tunnel (Strecke außer Betrieb) |                             | Tunnel 139 m                                                     | Tunnel 139 m                                                     |
| Haltepunkt / Haltestelle (Strecke außer Betrieb) | 34,043                      | Granåsen                                                         | Granåsen                                                         |
| Bahnhof (Strecke außer Betrieb) | 32,319                      | Björboholm                                                       | Björboholm                                                       |
| Haltepunkt / Haltestelle (Strecke außer Betrieb) | 30,597                      | Mjörn                                                            | Mjörn                                                            |
| Haltepunkt / Haltestelle (Strecke außer Betrieb) | 29,219                      | Hjällsnäs                                                        | Hjällsnäs                                                        |
| Bahnhof (Strecke außer Betrieb) | 27,290                      | Gråbo                                                            | Gråbo                                                            |
| Bahnhof (Strecke außer Betrieb) | 23,827                      | Stannum                                                          | Stannum                                                          |
| Haltepunkt / Haltestelle (Strecke außer Betrieb) | 21,686                      | Ytterstad                                                        | Ytterstad                                                        |
| Haltepunkt / Haltestelle (Strecke außer Betrieb) | 19,644                      | Stenared                                                         | Stenared                                                         |
| Bahnhof (Strecke außer Betrieb) | 18,560                      | Olofstorp                                                        | Olofstorp                                                        |
| Haltepunkt / Haltestelle (Strecke außer Betrieb) | 16,810                      | Björsared                                                        | Björsared                                                        |
| Bahnhof (Strecke außer Betrieb) | 14,505                      | Gunnilse tegelbruk                                               | Gunnilse tegelbruk                                               |
| Bahnhof (Strecke außer Betrieb) | 12,867                      | Gunnilse                                                         | Gunnilse                                                         |
| Haltepunkt / Haltestelle (Strecke außer Betrieb) | 8,520                       | Hjällbo                                                          | Hjällbo                                                          |
| Bahnhof (Strecke außer Betrieb) | 5,770                       | Lärje                                                            | Lärje                                                            |
| Kreuzung geradeaus oben (Strecke geradeaus außer Betrieb) · Strecke von rechts |                             | Bahnstrecke Göteborg–Kil nach Kil                                | Bahnstrecke Göteborg–Kil nach Kil                                |
| Dienststation / Betriebs- oder Güterbahnhof (Strecke außer Betrieb) · ehemaliger Dienststation / Betriebs- oder Güterbahnhof |                             | Lärje rangeringsstation                                          | Lärje rangeringsstation                                          |
| Strecke (außer Betrieb) · Dienststation / Betriebs- oder Güterbahnhof |                             | Göteborg-Marieholm                                               | Göteborg-Marieholm                                               |
| Strecke von links (außer Betrieb) · Abzweig geradeaus und nach rechts (Strecke außer Betrieb) · Haltepunkt / Haltestelle |                             | Gamlestadstorget                                                 | Gamlestadstorget                                                 |
| Dienststation / Betriebs- oder Güterbahnhof (Strecke außer Betrieb) · Strecke (außer Betrieb) · Strecke |                             | VGJ rangerbg.                                                    | VGJ rangerbg.                                                    |
| Haltepunkt / Haltestelle (Strecke außer Betrieb) · Strecke (außer Betrieb) · Strecke |                             | Slakthusgatan                                                    | Slakthusgatan                                                    |
| Strecke (außer Betrieb) · Dienststation / Betriebs- oder Güterbahnhof (Strecke außer Betrieb) · Strecke |                             | VGJ omlastningsbg.                                               | VGJ omlastningsbg.                                               |
| Strecke (außer Betrieb) · Abzweig geradeaus und nach links (Strecke außer Betrieb) · Abzweig geradeaus und ehemals von rechts |                             |                                                                  |                                                                  |
| Bahnhof (Strecke außer Betrieb) · Strecke (außer Betrieb) · Dienststation / Betriebs- oder Güterbahnhof |                             | Olskroken                                                        | Olskroken                                                        |
| Strecke (außer Betrieb) · Kopfbahnhof Streckenende (Strecke außer Betrieb) · Strecke | 0,000                       | Göteborg Västgöta (ab 1932)                                      | Göteborg Västgöta (ab 1932)                                      |
| Kreuzung geradeaus oben (Strecken außer Betrieb) · Strecke quer (außer Betrieb) · Abzweig geradeaus und ehemals nach rechts |                             | Bergslagsbanan nach Göteborg BJ                                  | Bergslagsbanan nach Göteborg BJ                                  |
| Strecke (außer Betrieb) · Kopfbahnhof Strecke ab hier außer Betrieb |                             | Göteborgs centralstation                                         | Göteborgs centralstation                                         |
| Kopfbahnhof Streckenende (Strecke außer Betrieb) · Strecke (außer Betrieb) |                             | Göteborg Lilla Bommen (bis 1932)                                 | Göteborg Lilla Bommen (bis 1932)                                 |
| Strecke (außer Betrieb) |                             | Hafenbahn Göteborg                                               | Hafenbahn Göteborg                                               |
| |                             |                                                                  |                                                                  |
| Quellen: |                             |                                                                  |                                                                  |

Die Bahnstrecke Göteborg–Skara war eine rund 140 Kilometer lange schmalspurige Bahnstrecke in Schweden. Sie wurde von der am 19. September 1896 gegründeten Västergötland–Göteborgs järnvägsaktiebolag erbaut. Ziel der Gesellschaft war, die schmalspurigen Netze von Göteborg in Göteborgs och Bohus län durch Älvsborgs län nach Skara in Skaraborgs län zu erschließen. Später wurde die Strecke nach Gårdsjö an der Västra stambana verlängert.
Damit sollte das gesamte Schmalspurnetz aufgewertet und das Hinterland der Stadt Göteborg erschlossen werden. Es war eine der wenigen Strecken, die die Gesellschaft selbst baute. Ergänzungen wurden meist durch Kauf oder Gründung von mit ihr verbundenen Tochtergesellschaften verwirklicht.

## Geschichte
Bereits am 9. Januar 1893 war von einem Interims-Vorstand, der diese Idee verwirklichen wollte, ein Konzessionsantrag gestellt worden. Aus dem Vorstandsprotokoll vom 14. August 1893 ist zu entnehmen, dass die Hauptstrecke von Göteborg über Vara nach Skara sowie eine Nebenstrecke zwischen Pedersbacke und Håkantorp oder alternativ zwischen Vara Richtung Osten zur Vänersborgsbanan zum Bahnhof Håkantorp erstellt werden soll.
Die vorgeschlagene Hauptbahn war 129,2 km lang und sollte 4.029.000 Kronen kosten, die Nebenstrecke Pedersbacke–Håkantorp würde eine Länge von 11,8 km haben und 270.000 Kronen kosten, während die alternativ vorgeschlagene Strecke Vara–Håkantorp 8,5 km lang wäre und 186.000 Kronen kosten würde.
Als Fertigstellungstermin für die Strecke wurde auf Antrag der 1. Dezember 1899 bewilligt.

## Streckenbau
Mit dem Streckenbau wurden am 10. September 1897 die Ingenieure K. A. Lagergren und O. J. M. Malmstedt beauftragt. Die Trassierungsarbeiten der Strecke begannen schon im August 1897 und bis zum Jahresende waren 47,3 Kilometer für die Verlegung der Schienen vorbereitet. Dazu wurde an 16 Brücken und 105 Durchlässen gearbeitet. Im Einsatz waren zwischen 400 und 1300 Arbeiter. Mit Uddevalla–Vänersborg–Herrljunga Järnväg (UWHJ) und Lidköping–Skara–Stenstorps Järnväg (LSSJ) wurde  über den Anschluss von VGJ in deren Bahnhöfen Vara und Skara verhandelt.
Ende 1898 waren 126,2 Kilometer trassiert. Dazu wurden zwei Tunnel errichtet. Dies waren Brobackatunneln südlich des Bahnhofes Ålanda (heute Anten) sowie ein zweiter Tunnel zwischen Björboholm und Sjövik. Mehrere Brückenbauwerke waren abgeschlossen und einige Bahnhöfe im Bau. Die Verlegung der Schienen begann im Juni 1898 und war bis zum Jahresende auf den Streckenabschnitten Vara–Öttum (20 km), Håkantorp–Utby (27 km), Pedersbacke–Afså (27 km) und Skräppekärr–Linnarhult (6 km) abgeschlossen.
Allerdings drohte auf Grund der schlechten Wirtschaftslage die Einstellung der Bauarbeiten durch die Vertragspartner. Deshalb beschloss VGJ, die Arbeiten unter eigener Regie weiterzuführen. Die Arbeitskräfte, die technischen Geräte und das Material wurden dazu übernommen. Unter der Leitung von J. O. H. Nyström wurden die Arbeit unter hohem Tempo fortgesetzt. Ende 1899 war der Bau der Strecke im Wesentlichen abgeschlossen, so dass am 1. Januar 1900 die Strecke Göteborg–Skara und die  abzweigende Bahnstrecke Pedersbacke (Tumleberg)–Håkantorp für den öffentlichen Verkehr freigegeben werden konnten.
In Göteborg endeten die Personenzüge am Lilla Bommen. Am 11. Juni 1932 wurde der Personenverkehr zu einem neuen Bahnhof Göteborg Västgöta mit Anschluss an Göteborgs centralstation verlegt.

## Baukosten
Die Gesamtkosten für die Strecke betrugen für die VGJ bis Ende 1900 4.831.969 Kronen, davon waren 794.944 Kronen für die Beschaffung des Rollmaterials. Diesem Preis stand eine 141,190 km lange Schmalspurbahn in der Spurweite 891 mm entgegen, deren Nebengleise noch einmal 10,8 Kilometer maßen. Die verbauten Stahl-Schienen hatten ein Metergewicht von 17,4 Kilogramm. Die größte Steigung betrug 16 ‰ und der kleinste Kurvenradius 200 Meter. Gefahren wurde mit einer Höchstgeschwindigkeit von 45 km/h. 187 Mitarbeiter waren bei der Gesellschaft angestellt. Dazu war eine große Zahl von Wohngebäuden, Bahnhöfen mit zugehörigen Nebengebäuden und Bahnwärterhäuser errichtet worden.

## Umbauten in Göteborg
Durch den wachsenden Verkehr waren die Bahnanlagen in Göteborg sehr bald ausgelastet und es wurden Erweiterungsmöglichkeiten gesucht.
Die Strecke nach Göteborg führte ursprünglich über ein Viadukt, das die Bergslagernas Järnvägar bei Skräppekärr überquerte. Von der Station Lärje führte sie an den eigenen Rangier- und Abstellanlagen vorbei an Marieholm, wo sich Lokschuppen und Werkstatt befanden. Sie passierte Säveån in der Nähe seiner Mündung und fand ihre Fortsetzung über Hultmans holme bis zur Endstation am Lilla Bommen.
Der Personenbahnhof lag eingeengt zwischen dem Gelände der BJ und städtischen Grundstücken. 1900 bekam die Gesellschaft mehr Platz, wodurch ein weiteres Umfahrungsgleis gebaut werden konnte. Dennoch war der Bahnhof mit seinen zwei Gleisen und einigen Abstellgleisen sehr klein. Trotz einer 1915 vorgenommenen Verlängerung der Gleise im Bahnhof wurde immer deutlicher, dass die Station wegen ihrer Lage weder für die Eisenbahn noch für die Stadt zufriedenstellend war. Dies wurde noch ausgeprägter, als Ende der 1920er Jahre der normalspurige Personenverkehr im Hauptbahnhof von Göteborg zusammengeführt wurde.
Zu dieser Zeit hatte die Stadt Göteborg Pläne für eine neue Verbindung nach Hisingen. Der Bau der neuen Brücke über den Fluss wurde geplant. Dabei wurden die Bereiche rund um den alten VGJ-Bahnhof mit einbezogen und letztendlich sahen die Planungen den Abriss des VGJ-Bahnhofes vor. 1928 begannen Verhandlungen mit dem Königlichen Eisenbahnbaubüro (Kungl. Järnvägsstyrelsen) und der Stadt Göteborg zur Lösung dieser Probleme. Unmittelbar danach begannen die Untersuchungen zur Verlegung des Bahnhofes. VGJ plante die Einführung ihrer Züge in den Hauptbahnhof, dieser Vorschlag wurde verworfen. Stattdessen wurden Pläne erarbeitet und Kostenvoranschläge für den Bau eines neuen und selbstständigen Bahnhofes direkt neben dem Hauptbahnhof erstellt.
Die Verhandlungen mit den Behörden und BJ wurde 1929 abgeschlossen und die Hauptversammlung der VGJ 1930 genehmigte den Vorschlag. Mit Beschluss vom 16. Oktober 1930 wurde die Verlegung genehmigt, nachdem Einigkeit über die Vereinbarung zwischen der Stadt Göteborg, dem Kungl. Järnvägsstyrelsen und BJ herrschte. So konnte mit dem Bau begonnen werden. Dieser wurde 1932 abgeschlossen und die Züge fuhren am 11. Juni 1932 erstmals in den neuen Bahnhof ein.
Dazu musste ein neues Zufahrtgleis mit einer Länge von 6,3 km errichtet werden. Im Lärje wurde eine neue Station gebaut, an die die alte Zufahrtstrecke anschloss. Dies alte Strecke wurde nach Eröffnung des neuen Bahnhofes nur noch im Güterverkehr bedient. Durch diese Verlegung sowie den Anschluss der VGJ an den Bahnhof Olskroken wuchs die Verkehrsbedeutung der Strecke. Der Bau umfasste ferner drei relativ große Brücken mit teilweise vier Gleisen, die teilweise von SJ benutzt wurden. 1938 kam mit der Elektrifizierung und Verlegung von BJ die Brücke über Slakthusgatan hinzu.
Die Baukosten betrugen zusammen mit dem notwendigen Landerwerb, das nicht bereits der Bahn oder der Stadt Göteborg gehörte, 1.870.000 Kronen. Alle erforderlichen Grundstücke im Besitz der Stadt gingen kostenlos in die Baumaßnahme ein. Der Wert dieser Grundstücke wurde auf über eine Million Kronen geschätzt. Zudem bezahlte die Stadt Göteborg eine weitere Million Kronen für den Vorteil der Zusammenführung der Bahnanlagen an einem Ort und der Freilegung der Gebiete am Lilla Bommen.
Schnell stellte sich heraus, dass der Umbau viele Vorteile brachte. Der VGJ-Bahnhof Göteborg Västgöta hatte eine günstige Lage. Das Gebäude beherbergte im Erdgeschoss Räumlichkeiten für die Abfertigung, ein Eilgutlager und einen Warteraum mit Kiosk. Im Obergeschoss war die Verwaltung untergebracht, die dritte Etage nutzte Statens Järnvägar und in der vierten Etage befanden sich Wohnungen.

## Teilweiser Umbau auf Normalspur und Stilllegung
Diskussionen über den Ausbau des Schienennetzes auf Normalspur bestanden schon 1920. Diese Maßnahme wurde vor allem aus wirtschaftlichen Gründen nicht ausgeführt. Die Pläne für Umbauten wurden nach der Verstaatlichung wieder aufgegriffen. In den späten 1950er Jahren wurde beschlossen, einige der ehemaligen VGJ-Strecken mit Normalspurgleisen auszustatten.
Während der SJ-Zeit kamen die Schmalspurbahnen, die seit vielen Jahren ein wichtiger Teil von Gesellschaft und Wirtschaft waren, in Bedrängnis. Die Entwicklung des Verkehrs sowohl bei Lastwagen, Bussen und Pkw im Laufe der Zeit nahm zu. Trotz der Rationalisierungen sank der Wettbewerbsfähigkeit der Schmalspurbahnen. Dies reduzierte die Profitabilität und führte zu Verlusten. So wurde ein Großteil der Bahnen stillgelegt und abgebaut.
- Auf der nach dem Bahnhofsneubau in Göteborg nur noch im Güterverkehr bedienten Bahnstrecke Lärje–Göteborg godbang. wurde der Güterverkehr am 28. Februar 1961 eingestellt. Der Abbau der Strecke erfolgte 1962.
- Auf dem Abschnitt Sjövik–Göteborg wurde der Personenverkehr am 28. Mai 1967 eingestellt. Der Abbau der Strecke erfolgte 1967/68.
- Auf dem Abschnitt Sjövik–Nossebro wurde der Gesamtverkehr am 24. August 1979 eingestellt.
- Auf dem Abschnitt Nossebro–Skara wurde der Personenverkehr am 24. August 1970 eingestellt.
- Auf dem Abschnitt Vara–Skara wurde der Güterverkehr am 1. Oktober 1984 eingestellt.
- Auf dem Abschnitt Vara–Nossebro wurde der Güterverkehr inoffiziell am 1. Februar 1987 eingestellt. Der letzte Güterzug fuhr schon am 19. Dezember 1986. Offiziell wurde der Güterverkehr am 1. Oktober 1989 eingestellt. Der Abbau der Strecke begann bereits 1988.

## Bahnstrecke Anten–Gräfsnäs slottspark
Die Bahnstrecke Anten–Gräfsnäs slottspark ist der einzige erhaltene Abschnitt der gesamten Strecke und gehört der Museiföreningen Anten–Gräfsnäs Järnväg, die für die Unterhaltung zuständig ist. Der anschließende Streckenabschnitt zwischen Gräfsnäs slottspark und Nossebro wurde 1970/71 abgebaut, ebenso wie der Abschnitt zwischen Sjövik und Anten.